# Raggio ionico

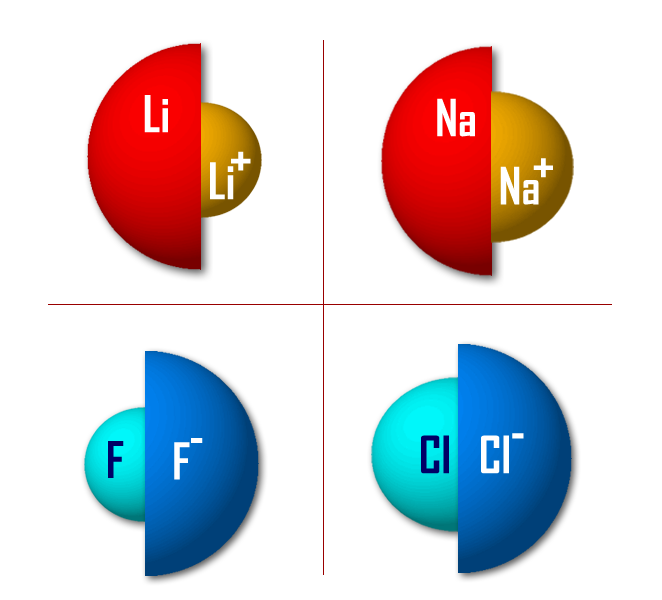
Dimensioni relative dell'atomo e del suo ione

Il raggio ionico indica il raggio assunto dall'atomo, supposto sferico e definito, dopo essere stato ionizzato, ovvero privato o fornito di una certa quantità di elettroni, gli elettroni di valenza. Esso è basato sulla distanza tra i nuclei di ioni uniti da un legame ionico e, convenzionalmente, si può definire il raggio di uno ione come raggio ionico di riferimento per calcolare i raggi degli ioni con cui l'atomo in questione si lega. Il raggio ionico è considerato una proprietà trasferibile, vale a dire che manterrà valori simili anche in specie chimiche molto diverse.

## Descrizione
Quando un atomo è trasformato in uno ione positivo, si ha una contrazione di volume, poiché si verifica un netto aumento di carica positiva rispetto a quella negativa dovuto alla perdita di elettroni. Invece quando un atomo è trasformato in uno ione negativo, si ha un aumento di volume (e quindi anche del raggio), poiché vi è una diminuzione della carica effettiva del nucleo.
Anche i raggi ionici, come i raggi atomici, mostrano andamento periodico con il numero atomico: il raggio ionico aumenta dall'alto verso il basso lungo un gruppo della tavola periodica e diminuisce da sinistra verso destra lungo un periodo.
Il raggio ionico influenza sia le proprietà chimiche, quali ad esempio stabilità e reattività di una specie chimica, sia proprietà chimico-fisiche quali la forza ionica e la conduttività elettrica di una soluzione. Quindi, analizzando l'andamento dei raggi ionici, è possibile prevedere il comportamento e le caratteristiche chimiche di un elemento ottenendo solitamente un buon accordo con il risultato sperimentale.
| Raggio ionico | Raggio ionico | Elemento | Numero atomico |
| ------------- | ------------- | -------- | -------------- |
| 0,012 Å       | 1,2 pm        | H        | 1              |
| 0,13 Å        | 13 pm         | N        | 7              |
| 0,23 Å        | 23 pm         | B        | 5              |
| 0,35 Å        | 35 pm         | Be       | 4              |
| 0,37 Å        | 37 pm         | S        | 16             |
| 0,38 Å        | 38 pm         | P        | 15             |
| 0,4 Å         | 40 pm         | Si       | 14             |
| 0,46 Å        | 46 pm         | Mn       | 25             |
| 0,5 Å         | 50 pm         | Se       | 34             |
| 0,52 Å        | 52 pm         | U        | 92             |
| 0,52 Å        | 52 pm         | Cr       | 24             |
| 0,53 Å        | 53 pm         | Ge       | 32             |
| 0,535 Å       | 53,5 pm       | Al       | 13             |
| 0,56 Å        | 56 pm         | Re       | 75             |
| 0,56 Å        | 56 pm         | Tc       | 43             |
| 0,58 Å        | 58 pm         | As       | 33             |
| 0,59 Å        | 59 pm         | V        | 23             |
| 0,605 Å       | 60,5 pm       | Ti       | 22             |
| 0,62 Å        | 62 pm         | W        | 74             |
| 0,62 Å        | 62 pm         | Ga       | 31             |
| 0,625 Å       | 62,5 pm       | Pt       | 78             |
| 0,625 Å       | 62,5 pm       | Ir       | 77             |
| 0,63 Å        | 73 pm         | Os       | 76             |
| 0,64 Å        | 64 pm         | Ta       | 73             |
| 0,645 Å       | 64,5 pm       | Fe       | 26             |
| 0,65 Å        | 65 pm         | Mo       | 42             |
| 0,68 Å        | 68 pm         | Rh       | 45             |
| 0,68 Å        | 68 pm         | Ru       | 44             |
| 0,69 Å        | 69 pm         | Ni       | 28             |
| 0,69 Å        | 69 pm         | Nb       | 41             |
| 0,69 Å        | 69 pm         | Sn       | 50             |
| 0,71 Å        | 71 pm         | Hf       | 72             |
| 0,72 Å        | 72 pm         | Zr       | 40             |
| 0,72 Å        | 72 pm         | Mg       | 12             |
| 0,73 Å        | 73 pm         | Cu       | 29             |
| 0,74 Å        | 74 pm         | Zn       | 30             |
| 0,745 Å       | 74,5 pm       | Co       | 27             |
| 0,745 Å       | 74,5 pm       | Sc       | 21             |
| 0,75 Å        | 75 pm         | Np       | 93             |
| 0,76 Å        | 76 pm         | Li       | 3              |
| 0,76 Å        | 76 pm         | Sb       | 51             |
| 0,78 Å        | 78 pm         | Pa       | 91             |
| 0,8 Å         | 80 pm         | In       | 49             |
| 0,848 Å       | 84,8 pm       | Lu       | 71             |
| 0,85 Å        | 85 pm         | Au       | 79             |
| 0,858 Å       | 85,8 pm       | Yb       | 70             |
| 0,86 Å        | 86 pm         | Pd       | 46             |
| 0,869 Å       | 86,9 pm       | Tm       | 69             |
| 0,881 Å       | 88,1 pm       | Er       | 68             |
| 0,887 Å       | 88,7 pm       | Pu       | 94             |
| 0,9 Å         | 90 pm         | Y        | 39             |
| 0,901 Å       | 90,1 pm       | Ho       | 67             |
| 0,912 Å       | 91,2 pm       | Dy       | 66             |
| 0,923 Å       | 92,3 pm       | Tb       | 65             |
| 0,925 Å       | 92,5 pm       | Es       | 99             |
| 0,934 Å       | 93,4 pm       | Cf       | 98             |
| 0,938 Å       | 93,8 pm       | Gd       | 64             |
| 0,947 Å       | 94,7 pm       | Eu       | 63             |
| 0,949 Å       | 94,9 pm       | Bk       | 97             |
| 0,964 Å       | 96,4 pm       | Sm       | 62             |
| 0,97 Å        | 97 pm         | Cm       | 96             |
| 0,97 Å        | 97 pm         | Te       | 52             |
| 0,97 Å        | 97 pm         | Cd       | 48             |
| 0,972 Å       | 97,2 pm       | Th       | 90             |
| 0,979 Å       | 97,9 pm       | Pm       | 61             |
| 0,982 Å       | 98,2 pm       | Am       | 95             |
| 0,99 Å        | 99 pm         | Ca       | 20             |
| 0,995 Å       | 99,5 pm       | Nd       | 60             |
| 1,013 Å       | 101,3 pm      | Pr       | 59             |
| 1,02 Å        | 102 pm        | Hg       | 80             |
| 1,02 Å        | 102 pm        | Na       | 11             |
| 1,03 Å        | 103 pm        | Bi       | 83             |
| 1,034 Å       | 103,4 pm      | Ce       | 58             |
| 1,061 Å       | 106,1 pm      | La       | 57             |
| 1,1 Å         | 110 pm        | No       | 102            |
| 1,119 Å       | 111,9 pm      | Ac       | 89             |
| 1,12 Å        | 112 pm        | Sr       | 38             |
| 1,19 Å        | 119 pm        | Pb       | 82             |
| 1,26 Å        | 126 pm        | Ag       | 47             |
| 1,33 Å        | 133 pm        | F        | 9              |
| 1,35 Å        | 135 pm        | Ba       | 56             |
| 1,38 Å        | 138 pm        | K        | 19             |
| 1,4 Å         | 140 pm        | O        | 8              |
| 1,43 Å        | 143 pm        | Ra       | 88             |
| 1,5 Å         | 150 pm        | Tl       | 81             |
| 1,52 Å        | 152 pm        | Rb       | 37             |
| 1,67 Å        | 167 pm        | Cs       | 55             |
| 1,8 Å         | 180 pm        | Fr       | 87             |
| 1,81 Å        | 181 pm        | Cl       | 17             |
| 1,96 Å        | 196 pm        | Br       | 35             |
| 2,2 Å         | 220 pm        | I        | 53             |
| 2,3 Å         | 230 pm        | Po       | 84             |